# Любовь и смерть. Смерть и любовь (спектакль)
«Любо́вь и смерть. Смерть и любо́вь» — историческая дилогия, поставленная Геннадием Егоровым на сцене Санкт-Петербургского драматического театра «Патриот» РОСТО по двум пьесам русского писателя и драматурга Николая Коняева. Первый спектакль «Смерть и любовь. Женщины Петра Великого» поставлен в 2001 году к 300-летию города Санкт-Петербурга. Второй спектакль «Любовь и смерть. Мужчины Екатерины Великой» поставлен в 2006 году.

## Замысел создания дилогии «Любовь и смерть. Смерть и любовь»
Для объединения историй двух императоров России, к именам которых делается приставка Великий, — Пётр I и Екатерина II, драматург Николай Коняев и режиссёр Геннадий Егоров выбрали редкую для сцены форму спектакля: дилогия.

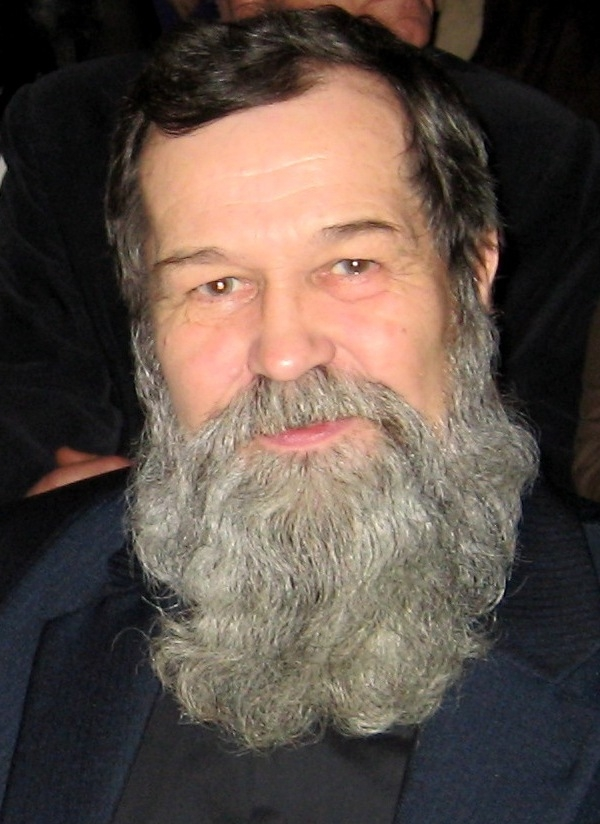
Писатель и драматург Николай Коняев

 По мнению авторов спектакля, хотя эти персонажи российской истории не пересекались между собою, они крепко связаны логикой строительства Российской империи.
Пётр I начинает перестраивать Русь в Российскую Империю. Последний чистокровно русский царь, он, осуществляя свои реформы, в результате уничтожил прямое престолонаследие и вверг страну в вереницу дворцовых переворотов. Екатерина II — чистокровная немка, сама захватившая власть в результате переворота, завершает эту эпоху. После неё восстанавливается прямое престолонаследие. Семейные и личные отношения Петра I так же, как бы зеркально, отражаются в семейных и личных отношениях Екатерины II. Такие же неприязненные отношения, как у Петра I с законной женой Евдокией, складываются у Екатерины II с её мужем Петром III. Евдокию Пётр I заключает в монастырь. Петра III Екатерина II свергает с престола, а её любовник Григорий Орлов довершает дело, организуя его убийство. Одинаково трагичны и запутаны их отношения со своими сыновьями. Пётр I заманивает сына Алексея в ловушку и казнит его. Екатерина II пытается лишить престола своего сына Павла, но это ей удастся, только пока она жива. После её смерти Павел занял принадлежащий ему трон по праву престолонаследника. Также одинаково много в жизни Петра I и Екатерины II значат их внебрачные связи.

## История создания спектакля «Смерть и любовь. Женщины Петра Великого»
Санкт-Петербургский драматический театр «Патриот» РОСТО предложил известному писателю, историку Николаю Коняеву создать пьесу о Петре I. Драматург сделал главными героями пьесы женщин Петра I, поскольку по мнению автора в эпоху любого излома истории страны именно женщины принимают на свои хрупкие плечи главную тяжесть реформ и перемен. Драматург создал три женских образа, повлиявших на судьбу Петра I. Это Евдокия Лопухина — царица, первая супруга Петра I, мать царевича Алексея. Это Анна Монс — фаворитка Петра I, немка. И это Екатерина I — Марта Скавронская, лифляндка, вторая жена Петра I, российская императрица с 1721 года. Спектакль не ограничивается рамками семьи императора. Мы видим Петра I и на строительстве Петербурга, и в минуту высочайшего его торжества — победы в Полтавской битве.
В период работы над спектаклем режиссёр Геннадий Егоров совместно с хореографом Николаем Козловым предложили автору ввести в пьесу ещё один женский образ — Женщина в чёрном. На протяжении спектакля Пётр I не раз обращается к Женщине в чёрном, называя её: «Ты — моя Смерть».
Художник Янина Решетникова лаконичными средствами создала на сцене образ петровской эпохи: на заднике изображён надвигающийся на зрителя фрегат под тёмно-красными парусами, слева от фрегата изображена казнь стрельцов на фоне златоглавого Московского Кремля, а справа Петропавловская крепость, омываемая кровавыми волнами. В центре сцены стоит подиум с троном первого всероссийского императора, а на авансцене предметы мебели в стиле петровского барокко. Музыка композитора Александра Шестакова помогла передать в спектакле эмоциональность побед и поражений Петра Великого.
Премьера спектакля «Смерть и любовь. Женщины Петра Великого», посвящённого 300-летию города Санкт-Петербурга, состоялась 27 января 2001 года на сцене Санкт-Петербургского драматического театра «Патриот» РОСТО, по адресу Санкт-Петербург, набережная реки Фонтанки 7 (особняк графини С.Паниной).

### Создатели спектакля
- Постановщик и режиссёр — Геннадий Егоров[11]
- Художник — Янина Решетникова
- Композитор — Александр Шестаков
- Хореограф — Николай Козлов

### Действующие лица и исполнители
- Пётр I — Геннадий Егоров[12]
- Евдокия Лопухина, Анна Монс, Екатерина I — Татьяна Кудрявцева[11][12]
- Женщина в чёрном — Лариса Таланова, Татьяна Кудрявцева, Анна Голубева

## Краткое содержание

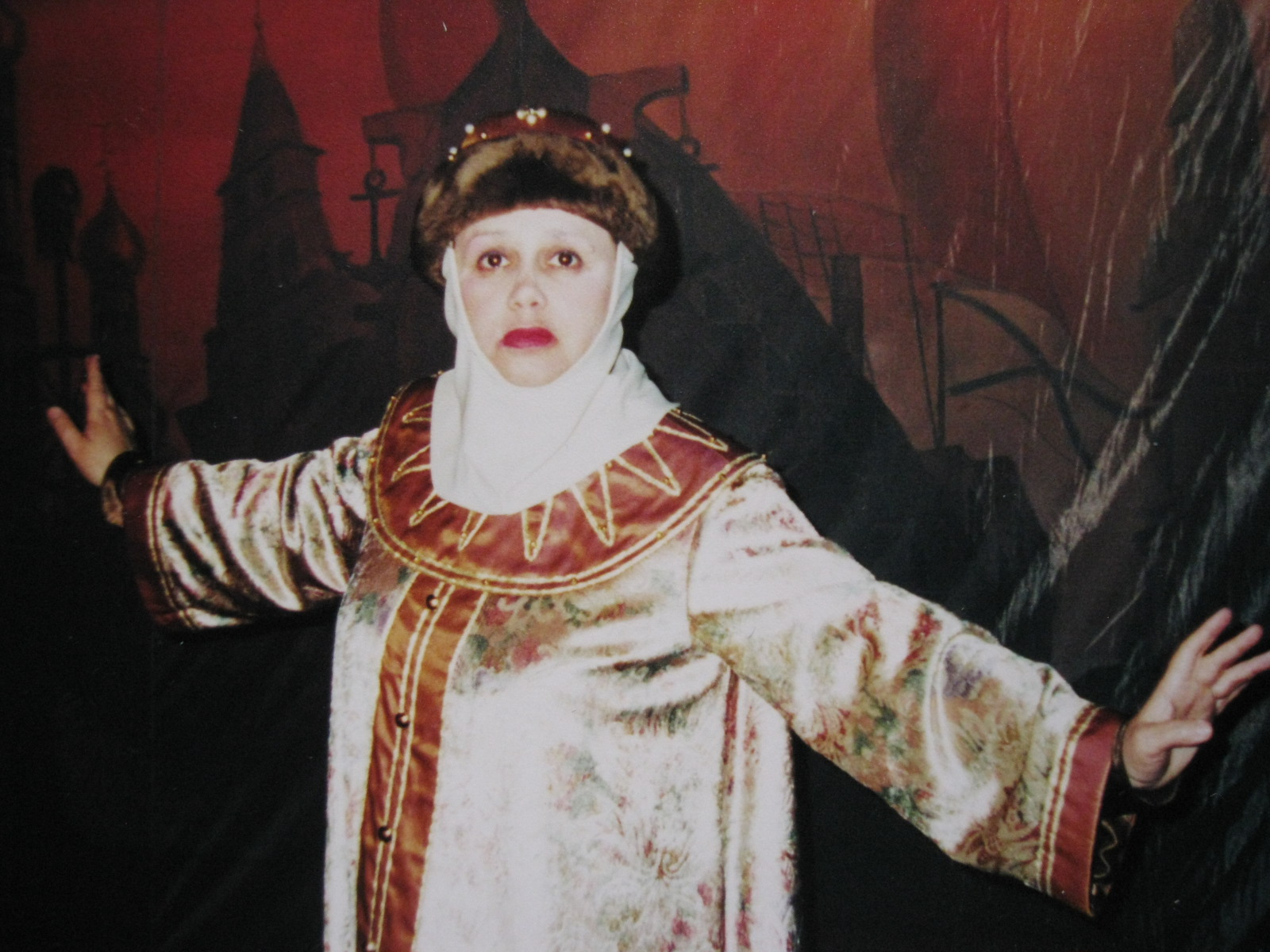
Т.Кудрявцева в роли Евдокии Лопухиной

Спектакль «Смерть и любовь. Женщины Петра Великого» начинается с того момента, когда умирающий государь Пётр I подводит итог своей жизни, пытается осмыслить всё им сделанное. Это момент, когда он не может лицемерить перед самим собой, когда ему нужно признать всю правду, какой бы горькой она не была. Слаб, дрожит, срывается голос Петра I, вопрошающего: «Кому оставить империю?! Внуку? Алексеев сын продолжит дела мои?! Так неужто дочерям доверить державу или жене? Господи! Пошто испытуешь так? Пошто казнишь так немилосердно?!» «А ты не ведаешь: пошто?» — спрашивает в ответ Женщина в чёрном — Смерть. 

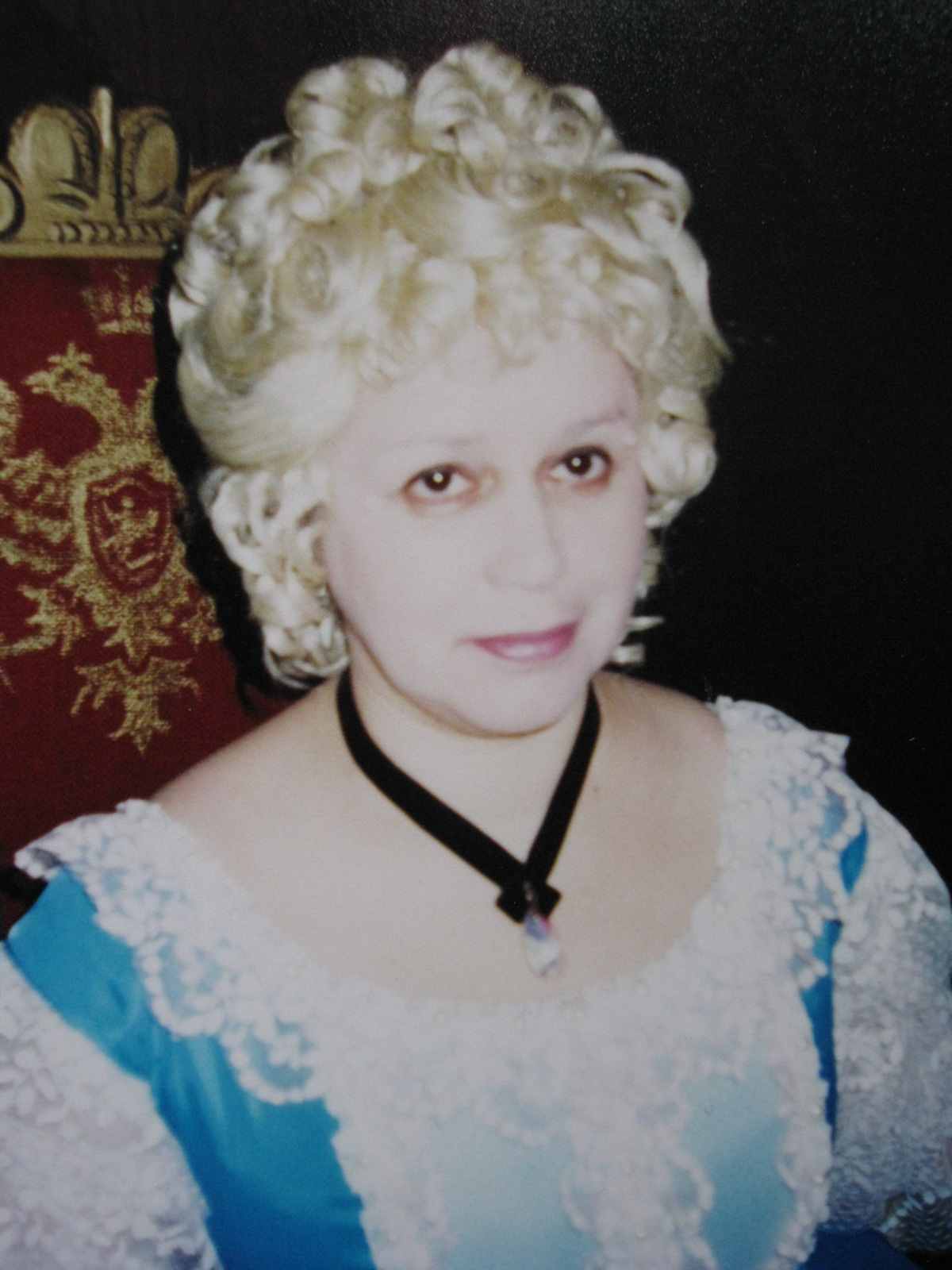
Т.Кудрявцева в роли Анны Монс

Она ещё и ещё будет появляться на сцене, проходя через все воспоминания царя, бывшего одним из самых жестоких российских правителей. Пётр I вспоминает прожитое — и становится очевидно, что его, тогда ещё молодого царя, подчиняли своему влиянию представители Европы, тех дальних стран, где, казалось, жить гораздо проще, свободнее и веселее, чем в России. И первая любовь Анна Монс, и Марта Скавронская, будущая императрица Екатерина I — задорные, общительные, свободные нравом завлекали его в свои пленительные сети. 
Вот только в основе их отношения к молодому царю были расчёт, ложь и корысть, о чём русский император догадывается лишь под самый конец жизни — тогда, когда изменить что-либо уже поздно.

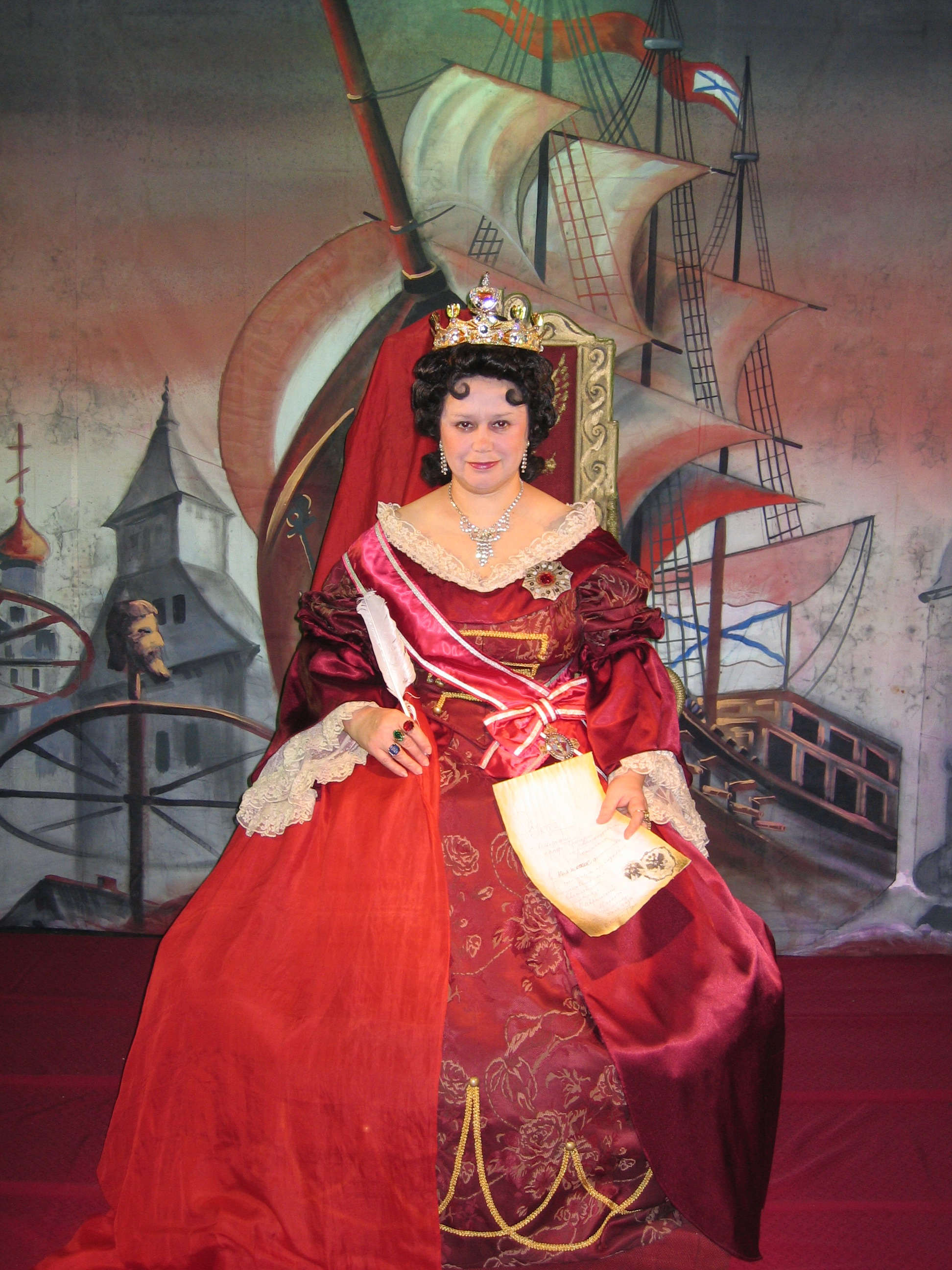
Т.Кудрявцева в роли Екатерины I

 И Анна Монс, и Екатерина I откровенно изменяли Петру I. И сейчас император понимает, что верна была лишь Евдокия, которую он сам же предал.
Первый русский император пытается найти оправдание некоторым своим поступкам и не может найти, потому что оправдываться приходится и перед самим собой, и перед Богом. И сам себя судит император Петр I, силою своего гения преобразивший Россию и из-за собственного сумасбродства оставивший дело своей жизни и всю страну без достойного преемника.
По мере развития действия мы видим Петра и возвеличенным произведенными преобразованиями, и раздавленным ими. Мы видим Петра I и восстающего против своих деяний, и утверждающего их до последнего своего дыхания. На глазах зрителя развёртывается драма великого реформатора. Горько звучит признание Петра I в конце спектакля: «Россию возвеличив, уничтожил я Русь! За это всякие иностранцы, какого бы ни были роду, племени и состояния, во все века меня добрым словом поминать обязаны! Я навеки им Русь изнутри покорил!».
В журнале Министерства культуры России «Встреча» журналист Марина Дейнекина пишет:
Необходимо отметить блестящую актёрскую работу, которую продемонстрировала в спектакле «Смерть и любовь. Женщины Петра Великого» заслуженная артистка России Татьяна Кудрявцева, исполняющая роли Евдокии Лопухиной, Анны Монс, Екатерины Первой. Трижды свершается преображение актрисы на сцене. Три таких непохожих друг на друга женских характера создаёт артистка. Три образа женщин, повлиявших на судьбу императора Петра I.Марина Дейнекина

## История создания спектакля «Любовь и смерть. Мужчины Екатерины Великой»

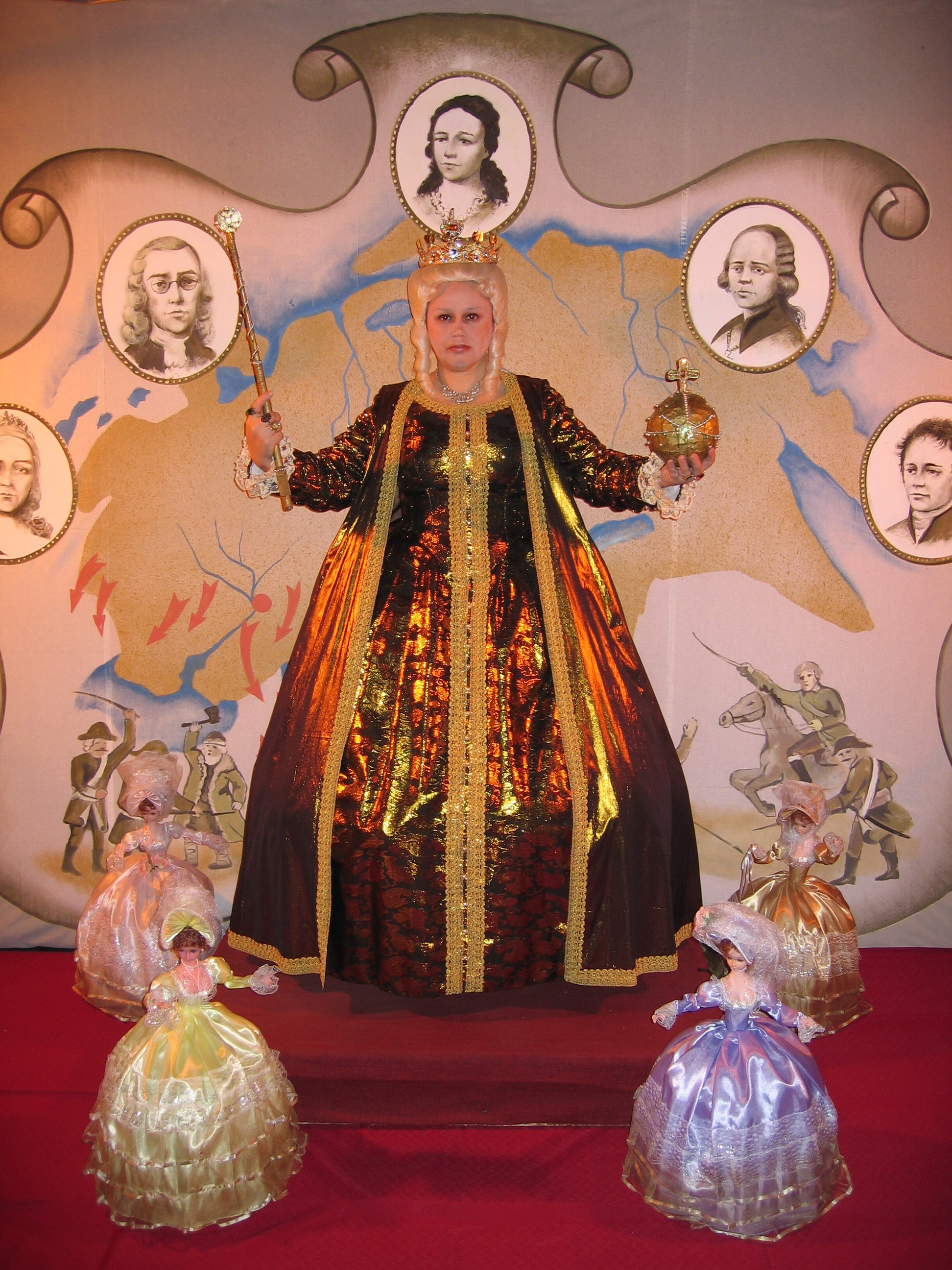
Т.Кудрявцева в роли Екатерины Великой

После успеха спектакля «Смерть и любовь. Женщины Петра Великого», Санкт-Петербургский драматический театр «Патриот» РОСТО предложил Николаю Коняеву продолжить творческий союз и написать пьесу о Екатерине II. Драматург создал историческую драму «Любовь и смерть. Мужчины Екатерины Великой». Если в спектакле «Смерть и любовь. Женщины Петра Великого» женщин исполнила одна актриса — Татьяна Кудрявцева, то в спектакле «Любовь и смерть. Мужчины Екатерины Великой» мужчин тоже исполнил один актёр — Геннадий Егоров.
Художник Татьяна Васильева лаконичными средствами создала на сцене образ екатерининской эпохи, изобразив на заднике карту России XVIII века в обрамлении парадных портретов Елизаветы Петровны, Петра III, Екатерины II, Павла I, Александра I. В центре сцены был установлен подиум с императорским троном. Реквизит, гримы и костюмы были разработаны в соответствии с характерами героев и историческим временем. Композитор Александр Шестаков выразил в музыке детские годы Екатерины II, не сложившиеся отношения с супругом Петром III, дворцовый переворот и восшествие на престол. 
Для масштабных праздников по случаю военных побед Григория Потёмкина в спектакле была использована музыка композитора Георга Генделя. В сюжет спектакля режиссёр Г. Егоров ввёл ещё один персонаж — Фикке (Екатерина II в детстве). Фикке появлялась в воображении Екатерины II и напоминала ей детские годы проведённые в Штеттине. Когда Екатерина II умирает, под музыку появляется Фикке и уводит её со сцены.
Премьера спектакля «Любовь и смерть. Мужчины Екатерины Великой» состоялась 26 декабря 2006 года в помещении Санкт-Петербургского драматического театра «Патриот» РОСТО, расположенном по адресу проспект КИМа, дом 22.

### Создатели спектакля
- Постановщик и режиссёр — Геннадий Егоров
- Художник — Татьяна Васильева
- Композитор — Александр Шестаков
- Хореограф — Николай Козлов
- В спектакле использована музыка Георга Генделя.

### Действующие лица и исполнители
- Екатерина II — Татьяна Кудрявцева
- Фикке — Саша Драницына
- Платон Зубов, Пётр III, Григорий Орлов, Емельян Пугачёв, Григорий Потёмкин — Геннадий Егоров
- Камеристка, Маска на балу  — Галина Сысоева

## Краткий сюжет
Последний день жизни Екатерины II. Она периодически впадает в забытьё. Когда возвращается в сознание, отдаёт фавориту Платону Зубову завещание об отстранении своего сына Павла Петровича от наследования престола российского.

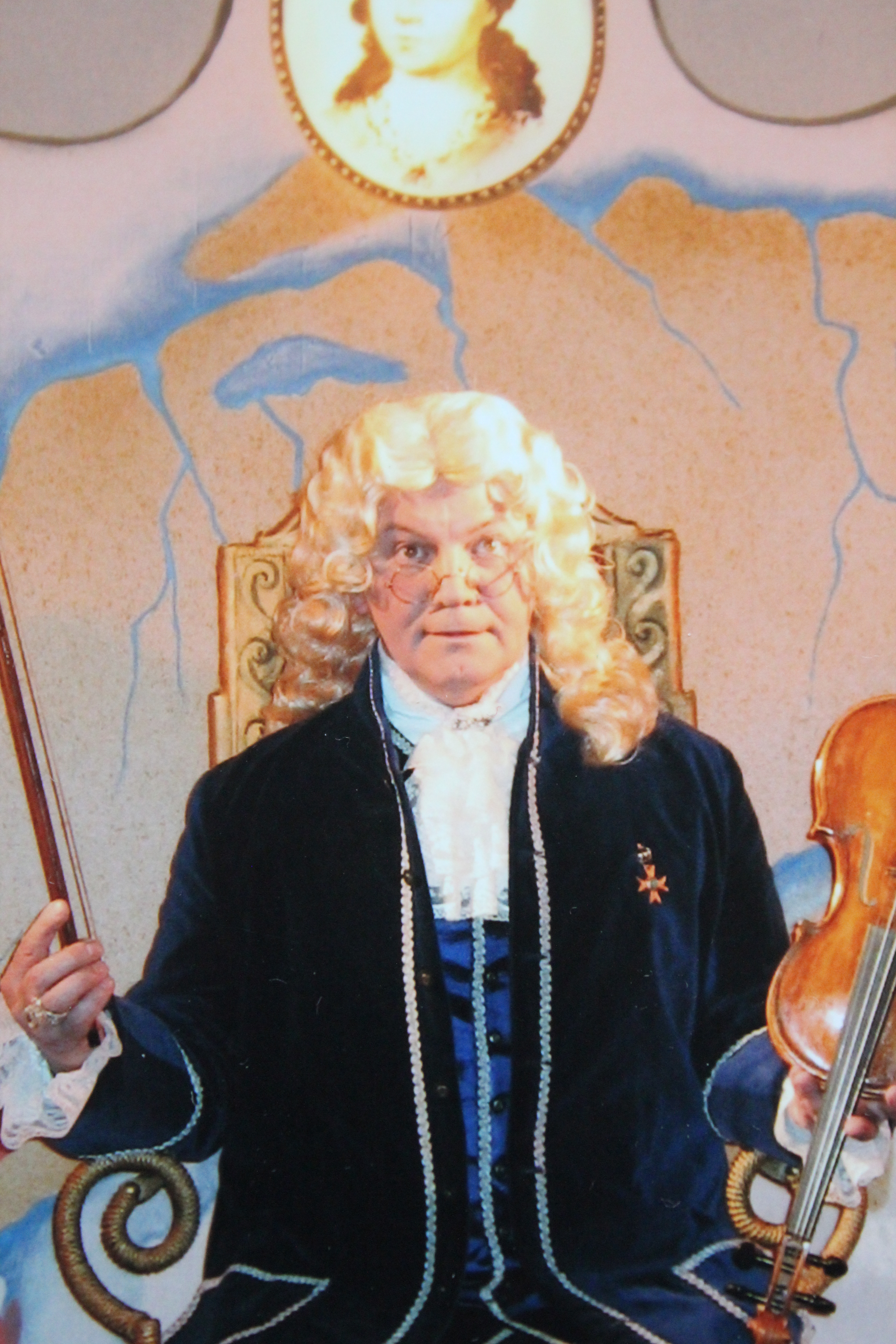
Г.Егоров в роли Петра III

Екатерина вспоминает, как по приказу императрицы Елизаветы Петровны, её, девочку-подростка, вывезли из Штеттина, привезли в Санкт-Петербург и, несмотря на близкое родство, обвенчали с троюродным братом Петром III. Из немецкой принцессы Софии Фредерики Августы Анхальт-Цербстской она стала Екатериной, женой наследника российского престола.
Екатерина твёрдо следует намерениям: понравиться мужу, императрице Елизавете Петровне и народу. Для выполнения этих намерений она, после свадьбы, ожидает молодого супруга в спальне. Но Пётр III не торопится выполнять супружеские обязанности. Явившись в спальню, он называет Екатерину сестрой, играет на скрипке и предлагает танцевать под его музыку. Екатерина танцует сначала медленно, потом всё быстрее и быстрее, как механическая кукла. Танцуя, она словно передвигается через годы.
Прошло девять лет, а «супруги не спят вместе». Императрица Елизавета Петровна выражает недовольство отсутствием детей у супругов и разрешает Екатерине выбрать фаворита между Львом Нарышкиным и Сергеем Салтыковым. От последнего у Екатерины рождается мальчик — наследник российского престола Великий князь Павел I. Императрица Елизавета Петровна забирает его на воспитание. Смерть Елизаветы Петровны и восшествие на престол Петра III ещё больше отдаляют супругов.

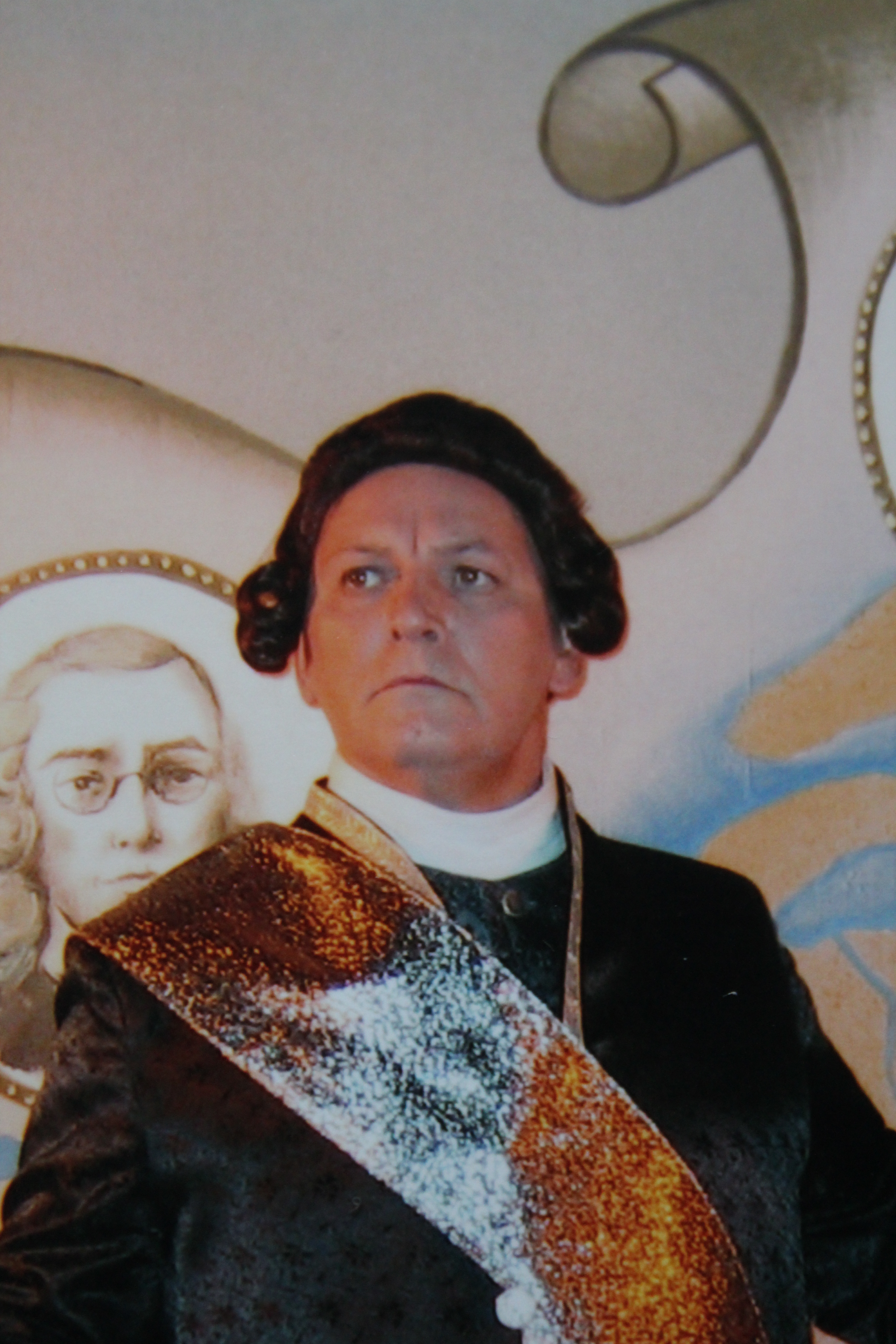
Г.Егоров в роли Григория Орлова

Екатерина открыто назначает своим фаворитом капитана артиллерии Григория Орлова и рожает от него сына Алексея. Орлов воодушевлён перспективами и мечтает видеть своего сына на императорском троне. Он предлагает Екатерине воспользоваться недовольством гвардейских полков реформами Петра III и, при поддержке братьев Орловых, произвести государственный переворот. Екатерина соглашается и выступает с речью перед войсками. Солдаты и офицеры присягают ей на верность и объявляют «спасительницей Отечества». Изолированный от всего мира в Ропшинском дворце под давлением заговорщиков Пётр III подписывает отречение от российского престола. Через день в Санкт-Петербурге Григорий Орлов сообщает Екатерине о смерти Петра III. После коронации, Екатерина щедро награждает сподвижников. Григорий Орлов склоняет Екатерину к заключению брака, который позволил бы их малолетнему сыну Алексею стать наследником императорского престола. Ссылаясь на отсутствие поддержки в Сенате, Екатерина отклоняет предложение Григория Орлова и направляет его в Москву усмирять чумной бунт.

Из писем дворян-помещиков Екатерина узнаёт, что на Яике появился бунтовщик Емельян Пугачёв и собирает народ недовольный жестоким обращением дворян. Он объявил себя Петром III. В письмах помещики просят Екатерину защитить их от кровавой расправы взбунтовавшейся черни. Екатерина вызывает из армии Григория Потёмкина. 

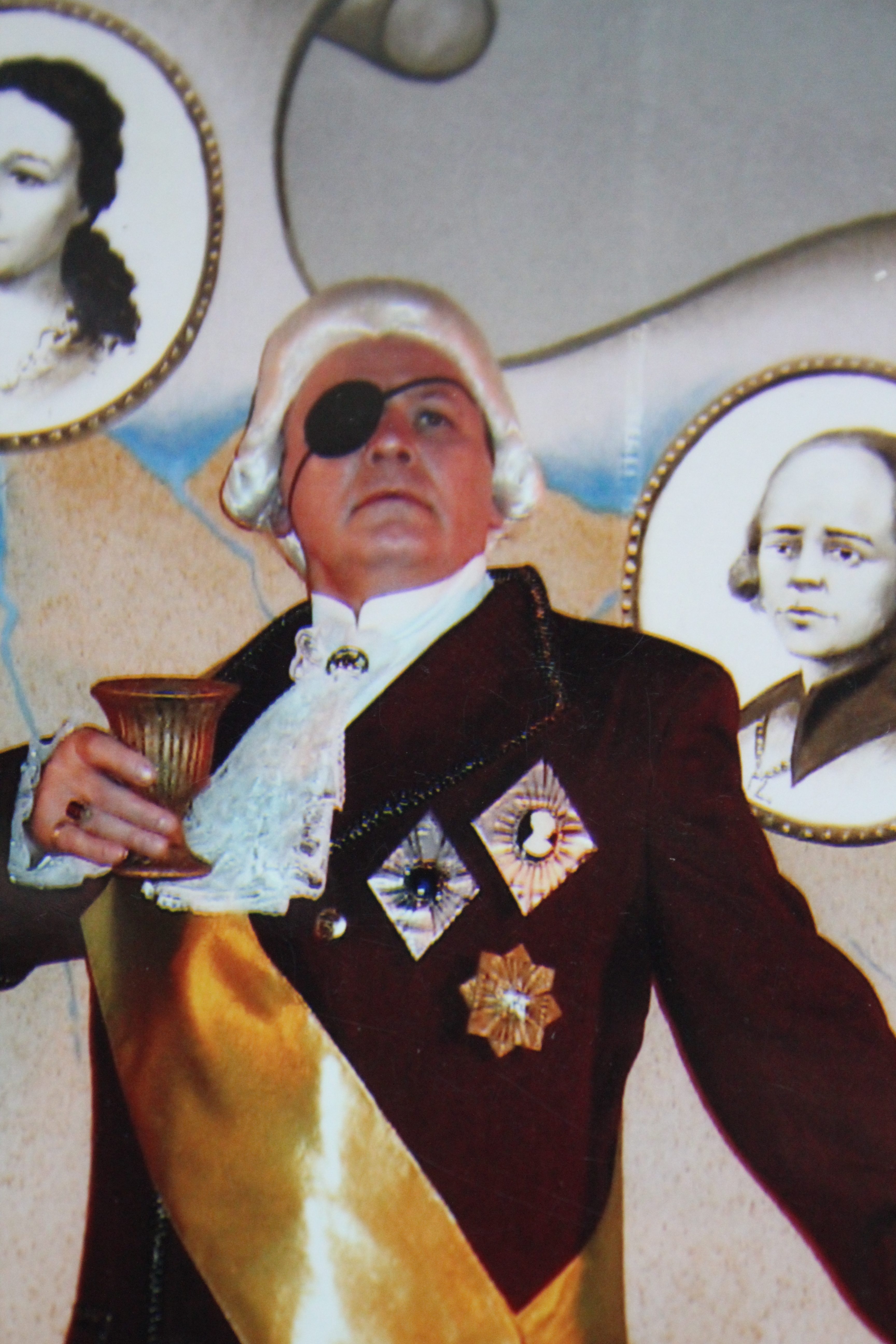
Г.Егоров в роли Григория Потёмкина

Екатерине снится сон, что ночью во дворец явился сам Пугачёв. Напевая песню, он бродит по комнатам, садится на императорский трон и начинает судить Екатерину. По приказу Пугачёва на виселицу ведут Фикке (Екатерину в детстве). От страха Екатерина просыпается и долго не может успокоиться.
В покои императрицы входит Григорий Потёмкин. Он сообщает, что Пугачёв казнён, а пособники повешены и растыканы по кольям. Екатерина счастлива. В лице Потёмкина она обрела не только храброго военного и государственного деятеля, но и надёжную, твёрдую мужскую руку. Дальнейшие отношения Екатерины и Потёмкина выстроены в виде танца длиною в шестнадцать лет, в течение которого они любят, ревнуют, завоёвывают и присоединяют новые земли к Российской империи.
В честь завершения строительства Таврического дворца в Санкт-Петербурге Потёмкин устраивает большой праздник, на который приезжает Екатерина. Демонстрируя богатый дворец и свою независимость, Потёмкин не подозревает, что видится с Екатериной в последний раз. Она отправляет его в армию: «В Яссы надобно ехать, светлейший. Хотела через других передать, да все боятся. Самой пришлось». Из письма Екатерина узнает, что по дороге в Николаев Потёмкин скоропостижно скончался.
Как и в начале спектакля, последний день жизни Екатерины II: «Меня обманула судьба. От Петра III мне остался трон, от Орлова — дети и власть, от Потёмкина — Крым, Тамань, заселённая Новороссия». На музыке появляется Фикке и уводит Екатерину Великую со сцены. Финальная мизансцена спектакля напоминает памятник Екатерине II в Санкт-Петербурге: Екатерина стоит неподвижно в центре сцены, а вокруг куклы.

## Гастроли
Весенний подарок из Санкт-Петербурга сделал московским зрителям известный писатель Николай Коняев, написавший пьесу «Любовь и смерть, смерть и любовь». Спектакль привез в Москву Санкт-Петербургский драматический театр «Патриот» РОСТО. Не случайно состоявшаяся в Центральном доме Российской армии премьера прошла при переполненном зале. Среди благодарных зрителей были В. Н. Ганичев, А. К. Поздняев, Н. В. Переяслов, К. В. Скворцов, В. В. Хатюшин и др. С приветственным словом к создателям спектакля обратился главный советник Губернатора Московской области В. К. Павличенко.Валерий Ганичев
Дилогия «Любовь и смерть. Смерть и любовь» была показана на гастролях Санкт-Петербургского драматического театра «Патриот» РОСТО, в Москве, Самаре, Уфе, Жукове, Рязани, Челябинске, Обнинске, Вичуге, Иваново, Новгороде, Златоусте, Брянске, Ногинске, Миассе, Калуге, Тамбове, Липецке, Воронеже, Белгороде, Твери, Пскове.

## Награды
За создание спектакля — дилогии «Любо́вь и смерть. Смерть и любо́вь» награждены:
- Кудрявцева Татьяна Сергеевна — орденом РОСТО(ДОСААФ) «За заслуги» III степени (Приказ Председателя ЦС РОСТО(ДОСААФ) № 81-п от 26 марта 2008 года)
- Егоров Геннадий Семёнович — орденом РОСТО(ДОСААФ) «За заслуги» III степени (Приказ Председателя ЦС РОСТО (ДОСААФ) № 81-п от 26 марта 2008 года)

## Видеофильм
По спектаклю Санкт-Петербургского драматического театра «Патриот» РОСТО «Любовь и смерть. Смерть и любовь» был снят видеофильм «Любовь и смерть. Смерть и любовь» в двух частях (2 DVD):
- часть первая «Смерть и Любовь. Женщины Петра Великого» (1 час 36 минут)
- часть вторая «Любовь и Смерть. Мужчины Екатерины Великой» (1 час 43 минуты).

## Факты
- В оформлении суперобложки журнала Министерства культуры России «Встреча», посвящённого 300-летию Санкт-Петербурга была использована фотография Заслуженной артистки России Татьяны Кудрявцевой в роли Екатерины Первой[15].
- В оформлении суперобложки Сборника современной петербургской драматургии «ЦАРЬ-БАБА» была использована фотография Заслуженной артистки России Татьяны Кудрявцевой в роли Екатерины Второй и Заслуженного работника культуры России Геннадия Егорова в роли Григория Потёмкина[27].
- Дилогия «Любовь и смерть. Смерть и любовь» стала визитной карточкой Санкт-Петербургского драматического театра «Патриот» РОСТО. Актёры Геннадий Егоров и Татьяна Кудрявцева в образах Петра I и Екатерины I многократно принимали участие в спортивных и культурных мероприятиях Москвы[28] и Санкт-Петербурга, в том числе проводили ежегодные офицерские балы[29].